# Hi-fi
Độ trung thực cao hay Hi-fi (từ rút gọn trong tiếng Anh: High fidelity) là thuật ngữ được sử dụng bởi các thính giả đam mê âm thanh ca nhạc, trong đó có ca nhạc tại nhà (Home audio), để đề cập đến việc tái tạo âm thanh chất lượng cao. Nó phân biệt với âm thanh tái tạo có chất lượng thấp hơn do dùng đến thiết bị âm thanh giá rẻ hoặc chất lượng kém có thể được nghe thấy trong bản ghi âm được thực hiện cho đến cuối những năm 1940 .
HiFi là viết tắt của cụm từ "High Fidelity", nó được sử dụng để chỉ chất lượng âm thanh hoặc hệ thống âm thanh chuyên nghiệp có khả năng tái tạo âm thanh rõ ràng, chi tiết và chân thật nhất có thể.
HiFi được định nghĩa là khả năng phát lại âm thanh chất lượng cao mà không gây méo hay lẫn các tạp âm so với âm thanh gốc ban đầu. Hệ thống HiFi thường được thiết kế để có thể tái tạo âm thanh trung thực, tương tự như những gì người nghe sẽ nghe thấy nếu họ đang trực tiếp đứng bên cạnh nguồn phát âm thanh gốc.
Các hệ thống HiFi thường được sử dụng trong các phòng thu âm, phòng nghe nhạc chuyên nghiệp hoặc cho các buổi biểu diễn trực tiếp.
Hi-fi lý tưởng là thiết bị có tiếng ồn và méo tiếng thấp, và đáp ứng tần số phẳng (trung tính, không màu) trong dải tần số làm việc dự định .

1 bài hát được phát ở định dạng Hi-Fi trên Tidal